# Val di Nizza
Val di Nizza (Val Nisa in dialetto oltrepadano) è un comune italiano sparso di 576 abitanti della provincia di Pavia in Lombardia. Si trova nell'alta collina dell'Oltrepò Pavese, nella valle del torrente Nizza, affluente della Staffora.

## Storia
La storia del territorio di Val di Nizza si incentra sull'antica "Corte di Sant'Albano" e la pieve monastica di San Paolo di Nizza dell'abbazia di San Colombano di Bobbio, e sull'antico castello di Oramala, una delle più importanti fortezze dei Malaspina. 
Nel 1014, con la creazione della diocesi di Bobbio, divenne quindi feudo del vescovo di Bobbio, che a loro volta lo infeudarono a rami del casato dei Malaspina. La località, al confine tra le sfere di influenza dei vescovati di Tortona e Bobbio, fu acquistata nel 1029 dal marchese Ugo, della stirpe degli Obertenghi, e da lui giunse in eredità al nipote Alberto da cui discesero i Malaspina. Nelle successive suddivisioni ereditarie della famiglia si definì un ramo di Oramala, detto poi di Godiasco, che a sua volta si suddivise in cinque rami: uno ebbe il dominio su Oramala, un altro quello su Valverde, cui faceva capo Sant'Albano.
Nel XVII secolo tutto l'attuale comune, con altre terre adiacenti, era compreso nel Marchesato di Godiasco, che era una delle principali giurisdizioni separate, dotate di larga autonomia, aggregate all'Oltrepò Pavese. Era gestito in regime consortile dalle innumerevoli ramificazioni della casata malaspiniana. Nel territorio attuale di Val di Nizza si distinguevano tre comuni: Valdinizza, Oramala e Sant'Albano, che sopravvissero all'abolizione del feudalesimo nel 1797.
Nel 1817 il comune di Oramala, un tempo il centro principale della zona ma ormai decaduto dopo la fine della signoria malaspiniana, fu aggregato a Val di Nizza. Sant'Albano, che dopo l'unità d'Italia aveva preso il nome di Sant'Albano di Bobbio (CC I211), fu soppresso e unito a Val di Nizza nel 1929.

### Simboli
Lo stemma e il gonfalone sono stati concessi con decreto del presidente della Repubblica del 28 ottobre 1982.
Il gonfalone è un drappo di bianco.

## Società

### Evoluzione demografica
Abitanti censiti

## Cultura
Questo paese fa parte del territorio culturalmente omogeneo delle Quattro Province (Alessandria, Genova, Pavia, Piacenza), caratterizzato da usi e costumi comuni e da un importante repertorio di musiche e balli molto antichi. Strumento principe di questa zona è il piffero appenninico che accompagnato dalla fisarmonica, e un tempo dalla müsa (cornamusa appenninica), guida le danze e anima le feste.
La frazione di Oramala ha fatto parte del club i borghi più belli d'Italia.

## Amministrazione

### Comunità montane
Fa parte della fascia montana della Comunità Montana Oltrepò Pavese.